# Corrado Gini
Corrado Gini (n. 23 mai 1884, Motta di Livenza, Veneto, Italia – d. 13 martie 1965, Roma, Italia) a fost un statistician, demograf și sociolog italian care a avut mai multe contribuții statistice, dintre care coeficientul omonim, coeficientul lui Gini, o măsură a inegalității veniturilor într-o societate, este cel mai cunoscut. Gini a fost un susținător al organicismului și a aplicat-o națiunilor timpului său.

## Cariera
Gini s-a născut pe 23 mai 1884, în Motta di Livenza, lângă Treviso, într-o familie de vechi latifundiari. A intrat la Facultatea de Drept din cadrul Universității din Bologna, unde, pe lângă drept, a studiat matematica, economia și biologia.
Activitatea științifică a lui Gini s-a desfășurat în două direcții: către științele sociale și către statistici. Interesele sale au variat mult dincolo de aspectele formale ale statisticilor, atingând legile care guvernează fenomenele biologice și sociale.
Prima sa publicație a fost Sexul din punct de vedere statistic (Il sesso dal punto di vista statistic - 1908). Această lucrare este o revizuire amănunțită a raportului sexului natal, analizând teoriile trecute și modul în care ipoteza nouă se potrivește cu datele statistice. În special, în lucrare se prezintă dovezi că tendința de a produce un sex sau altul  al copilului este, într-o oarecare măsură, ereditară.
În 1910, el a aderat la Catedra de Statistică din Universitatea din Cagliari și apoi la Universitatea din Padova, în 1913.
A fondat revista statistică Metron în 1920, conducând-o până la moarte, în care a acceptat numai articole cu aplicații practice. 
A devenit profesor la Universitatea Sapienza din Roma în 1925. La această universitate a fondat un curs de predare privind sociologia, menținându-l până la pensionare. De asemenea, a înființat Școala de Statistică în 1928 și, în 1936, Facultatea de Științe Statistice, Demografice și Actuariene.

## Sub fascism
În 1926, a fost numit președinte al Institutului Central de Statistică al Italiei, din Roma. Acesta fusese organizat, la timpul său, ca un singur centru pentru serviciile statistice italiene. 
Pe de altă parte, deși Gini a fost un intim al lui Mussolini pe parcursul anilor 1920, culminând în 1927 cu publicarea unui tratat intitulat "Bazele științifice ale fascismului". , ulterior s-a distanțat de Il Duce, iar apoi a demisionat din cadrul institutului în 1932.
În 1929, Gini a fondat Comitetul Italian pentru Studiul Problemelor Populației (în original, Comitato italiano per lo studio dei problemi della popolazione), care, doi ani mai târziu, a organizat primul Congres al Populației de la Roma.

### Gini și evreii
Fiind un eugenist, în afară de a fi demograf, a condus o expediție pentru a studia populațiile poloneze, printre care se numărau și karaiții. Gini a fost, în anii 1920, un susținător al fascismului, chiar dacă ulterior s-a distanțat de fascism și nazism, exprimându-și atunci speranța că Germania nazistă și Italia fascistă vor apărea victorioase în cel de-al doilea război mondial. Cu toate acestea, el nu a susținut nicio măsură de excludere a evreilor.  

## Funcții deținute
Momentele de vârf pe parcursul carierei sale includ:
- În 1933 - vicepreședinte al Institutului Sociologic Internațional
- În 1934 - președinte al societății italiene de genetică și eugenie
- În 1935 - președinte al Federației Internaționale a Societăților de Eugenie din țările cu limbă latină
- În 1937 - președinte al Societății Sociologice din Italia
- În 1941 - președinte al Societății Italiene de Statistică
- În 1957 - Medalia de aur pentru un serviciu remarcabil la dezvoltarea Școlii italianene de statistică.
- În 1962 - membru național al Accademia dei Lincei.[12]

## Mișcarea unionistă italiană
La 12 octombrie 1944, mult timp după distanțarea sa de fascism, Gini s-a alăturat activistului calabrian Santi Paladino și colegilor statisticianului Ugo Damiani pentru a întemeia Mișcarea Uniunii Italiene, pentru care emblema a fost reprezentată de celebrele Stele și Dungi ale steagului american, Steagul Italiei și o hartă a lumii. Potrivit celor trei bărbați, guvernul Statelor Unite ar trebui să anexeze toate națiunile libere și democratice din întreaga lume, transformându-se astfel într-un guvern mondial, și permițând Washington, DC să mențină Pământul în o condiție perpetuă a păcii. Partidul a existat până în 1948, dar nu a avut succes și scopurile sale nu au fost susținute de Statele Unite.

## Organicismul și națiunile
Gini a fost un susținător al organizației, care promova organicismul și a văzut națiunile ca fiind organice în natură. Gini a împărtășit opinia deținută de Oswald Spengler că populațiile trec printr-un ciclu de naștere, creștere și decădere. Gini a susținut că națiunile la un nivel primitiv au o rată a natalității ridicate, dar, pe măsură ce evoluează, rata natalității scade în timp ce clasa muncitoare (clasa inferioară) evoluează. Rata natalității, în timp, se va epuiza în mod inevitabil, deoarece membrii ei mai puternici emigrează, mor în război sau intră în clasele superioare, fără nicio rezistență.
Gini a afirmat că națiunea va intra într-o etapă finală în care națiunea s-ar degenera, după cum se observă, prin scăderea natalității, scăderea producției culturale și lipsa de cucerire al imperialismului imperial. În acest moment, națiunea decadentă, cu o populație îmbătrânită, poate fi depășită de o națiune mai tânără și mai viguroasă. Se crede că teoriile organice ale națiunilor și teoria natalitatea lui Gini au influențat politicile din Fascismul italian. 

## Onoruri
Următoarele titluri de onoare au fost conferite lui Corrado Gini:
- în Economie de către Universitatea Catolică a Inimii Sacre din Milano (1932),
- în Sociologie de către Universitatea din Geneva (1934),
- în Științe de către Universitatea Harvard (1936),
- în Științe sociale de către Universitatea din Cordoba, Argentina (1963).